# Drosophila suzukii
Drosophila suzukii Matsumura, 1931, o moscerino dei piccoli frutti, è un insetto del genere Drosophila (Diptera: Drosophilidae), sottogenere Sophophora.
Proveniente con ogni probabilità dalla Cina, è caratterizzato dalla presenza di grandi occhi di colore rosso.
Il maschio presenta una distinta macchia scura vicino alla punta di ogni ala, caratteristica non presente nella femmina.
A differenza del moscerino della frutta e di altre specie simili, che sono principalmente attratti da frutta marcia, D. suzukii attacca la frutta fresca e matura, depositando le uova sotto l'epidermide, grazie alla presenza di un ovodepositore particolarmente robusto e adatto. Le larve si schiudono e si sviluppano nel frutto, distruggendo il valore commerciale dello stesso.
Le uova si differenziano da quelle di altri drosofilidi per la presenza di spiracoli filiformi (rispetto agli spiracoli spatoliformi degli altri drosofilidi).

## Descrizione
Come altri membri dei Drosophilidae, D. suzukii è piccolo, circa 2-3,5 millimetri (da 5⁄64 a 9⁄64 pollici) di lunghezza e da 5 a 6,5 millimetri (da 13⁄64 a 1⁄4 pollici) di apertura alare  e assomiglia ai suoi parenti della frutta e dell'aceto. Il suo corpo è di colore giallo tendente al marrone con bande più scure sull'addome e ha gli occhi rossi. Il maschio ha una macchia scura distinta vicino alla punta di ciascuna ala; Le femmine non hanno l'ala maculata. La zampa anteriore del maschio sfoggia bande scure sul primo e sul secondo tarsi. La femmina ha un ovopositore lungo, affilato e seghettato.  Le larve sono piccole, bianche e cilindriche e raggiungono i 3,5 millimetri (9⁄64 pollici) di lunghezza. 
Quando è stata osservata per la prima volta in una nuova regione, D. suzukii è stata spesso confusa con la mosca occidentale del ciliegi e gli è stato dato il nome di mosca dell'aceto di ciliegie.  Il moscerino del frutto della ciliegia è significativamente più grande di D. suzukii (fino a 5 millimetri (13⁄64 pollici)) e ha un motivo di bande scure sulle ali invece della macchia rivelatrice di D. suzukii. Le macchie rivelatrici sulle ali del maschio di D. suzukii gli hanno fatto guadagnare il nome comune di "drosophila dell'ala maculata" (SWD).
A differenza dei suoi parenti dell'aceto, che sono attratti principalmente dalla frutta in decomposizione o fermentata, la femmina di D. suzukii attacca la frutta fresca e matura usando il suo ovopositore simile a una sega per deporre le uova sotto la buccia morbida del frutto. Le larve si schiudono e crescono nel frutto, distruggendo il valore commerciale del frutto. Gli impatti economici sono significativi; Le perdite dovute a infestazioni su larga scala (perdita del 20%) nei soli Stati Uniti potrebbero equivalere a impatti alla stalla > 500 milioni di dollari.
D. suzukii ha un lento tasso di evoluzione a causa del suo minor numero di generazioni all'anno, perché entra in diapausa invernale.   

## Ciclo di vita
La durata della vita di D. suzukii varia notevolmente tra le generazioni; da poche settimane a dieci mesi.  Le generazioni nate all'inizio dell'anno hanno una durata di vita più breve rispetto alle generazioni nate dopo settembre. La ricerca mostra che molti dei maschi e la maggior parte delle femmine delle generazioni che si schiudono tardivamente svernano in cattività, alcuni vivono fino a 300 giorni. Solo gli adulti svernano con successo nella ricerca condotta finora. Nello stato di Washington, D. suzukii è stato osservato in associazione con due specie esotiche e ben consolidate di mora, Rubus armeniacus (= Rubus discolor) e Rubus laciniatus (rispettivamente le more dell'Himalaya e le more sempreverdi).  La mosca è stata osservata riprodursi su molte altre specie di frutti selvatici dalla buccia morbida, tuttavia, la ricerca è ancora in corso per determinare la qualità delle singole specie come ospiti riproduttivi.
Gli adulti emergono dallo svernamento quando le temperature raggiungono circa 10 °C (50 °F) (e 268 gradi giorno).  La femmina fecondata cerca il frutto maturo, si posa sul frutto, inserisce il suo ovopositore seghettato per perforare la buccia e deposita una covata da 1 a 3 uova per inserzione. Le femmine odepongono su molti frutti e nelle regioni di scarsità di frutti, molte femmine depongono sullo stesso frutto. In cattività in Giappone, la ricerca mostra che fino a 13 generazioni di D. suzukii possono schiudersi per stagione. Una femmina può deporre fino a 300 uova durante la sua vita. Con ben 13 generazioni a stagione e la capacità della femmina di deporre fino a 300 uova ciascuna, la dimensione potenziale della popolazione di D. suzukii è enorme. È anche importante notare che i maschi di D. suzukii diventano sterili a 30 °C (86 °F) e le dimensioni della popolazione possono essere limitate nelle regioni che raggiungono tale temperatura.
Le larve crescono all'interno del frutto. Il sito di ovideposizione è visibile in molti frutti da una piccola cicatrice porosa nella buccia del frutto, spesso chiamata "pungiglione". Dopo 1 o 2 giorni, l'area intorno alla "puntura" si ammorbidisce e si deprime creando un inestetismo sempre più visibile. Le depressioni possono anche trasudare liquido che può attirare l'infezione da parte di patogeni batterici e fungini secondari. Le larve possono lasciare il frutto, o rimanere al suo interno.

## Gestione agricola
A causa dell'impatto di D. suzukii sui frutti di bosco, gli agricoltori hanno iniziato a monitorarlo e controllarlo. Esistono diversi tipi di trappole, sia commerciali che fatte in casa, che sono efficaci nel monitorarlo. Le trappole che utilizzano l'aceto di sidro di mele con un'esca a base di pasta integrale hanno avuto successo per gli agricoltori sia per la cattura che per il monitoraggio.  Si consiglia agli agricoltori di posizionare queste trappole in una zona ombreggiata non appena viene deposto il primo frutto e di non rimuoverle fino alla fine del raccolto. Le trappole dovrebbero essere controllate una volta alla settimana e gli allevatori dovrebbero cercare il punto sull'ala dei maschi per determinare se D. suzukii è presente. 
Nelle aree in cui D. suzukii si è già insediato o dove la sua attività è stata monitorata, ci sono diversi modi per controllarlo. Un modo per gestire D. suzukii è rimuovere il frutto infestato e metterlo in un sacchetto di plastica nella spazzatura. Questo metodo è efficace per rimuovere D. suzukii da giardini e piccole aree, ma è difficile farlo per gli agricoltori con operazioni più grandi. Gli agricoltori possono anche raccogliere i loro frutti di bosco in anticipo, il che riduce l'esposizione dei frutti a D. suzukii e la probabilità di danni. 
Gli agricoltori hanno la possibilità di spruzzare sia convenzionali che biologiche per controllare D. suzukii. La tempistica degli spruzzi è importante per controllarlo efficacemente. Poiché D. suzukii è più attivo al mattino e alla sera, questi sono i momenti migliori per controllarlo.  Gli spray dovrebbero essere in atto prima della deposizione delle uova e la copertura deve essere accurata perché gli adulti spesso si nascondono in una porzione densa della chioma. A seconda della varietà di frutti di bosco e delle leggi nei diversi stati e paesi, ci sono molti tipi di spray biologici e convenzionali efficaci. Quando si sceglie un tipo di spray, è necessario tenere a mente leggi diverse e intervalli di date pre-raccolta. La maggior parte dei tipi di spray deve essere applicata almeno una volta alla settimana. Per prevenire la resistenza a determinati spray, gli agricoltori devono ruotare tra diversi insetticidi. 

## Impatto economico
L'impatto economico di D. suzukii sulle colture frutticole è negativo e colpisce in modo significativo un'ampia varietà di frutta estiva negli Stati Uniti, tra cui ciliegiemirtilliuva, nettarine, pere, prugne, pluot,  pesche lamponie fragole e more. I danni sono stati notati per la prima volta in Nord America negli stati occidentali di California, Oregon e Washington nel 2008; Le stime della perdita di resa di quell'anno variano notevolmente, con una perdita trascurabile in alcune aree e una perdita dell'80% in altre, a seconda della posizione e della coltura.  La perdita effettiva di 500 milioni di dollari a causa dei danni causati dai parassiti nel 2008, il primo anno in cui D. suzukii è stata osservata in California, è un'indicazione del potenziale danno che il parassita può causare al momento dell'introduzione in una nuova località. Perdite economiche sono state segnalate in tutto il Nord America e in Europa, poiché la mosca si è diffusa in nuove aree. Nel 2015 si stima che la perdita economica nazionale per i produttori negli Stati Uniti sia stata di 700 milioni di dollari.  Le perdite future possono diminuire man mano che i coltivatori imparano a controllare meglio il parassita, o possono continuare ad aumentare man mano che la mosca continua a diffondersi.

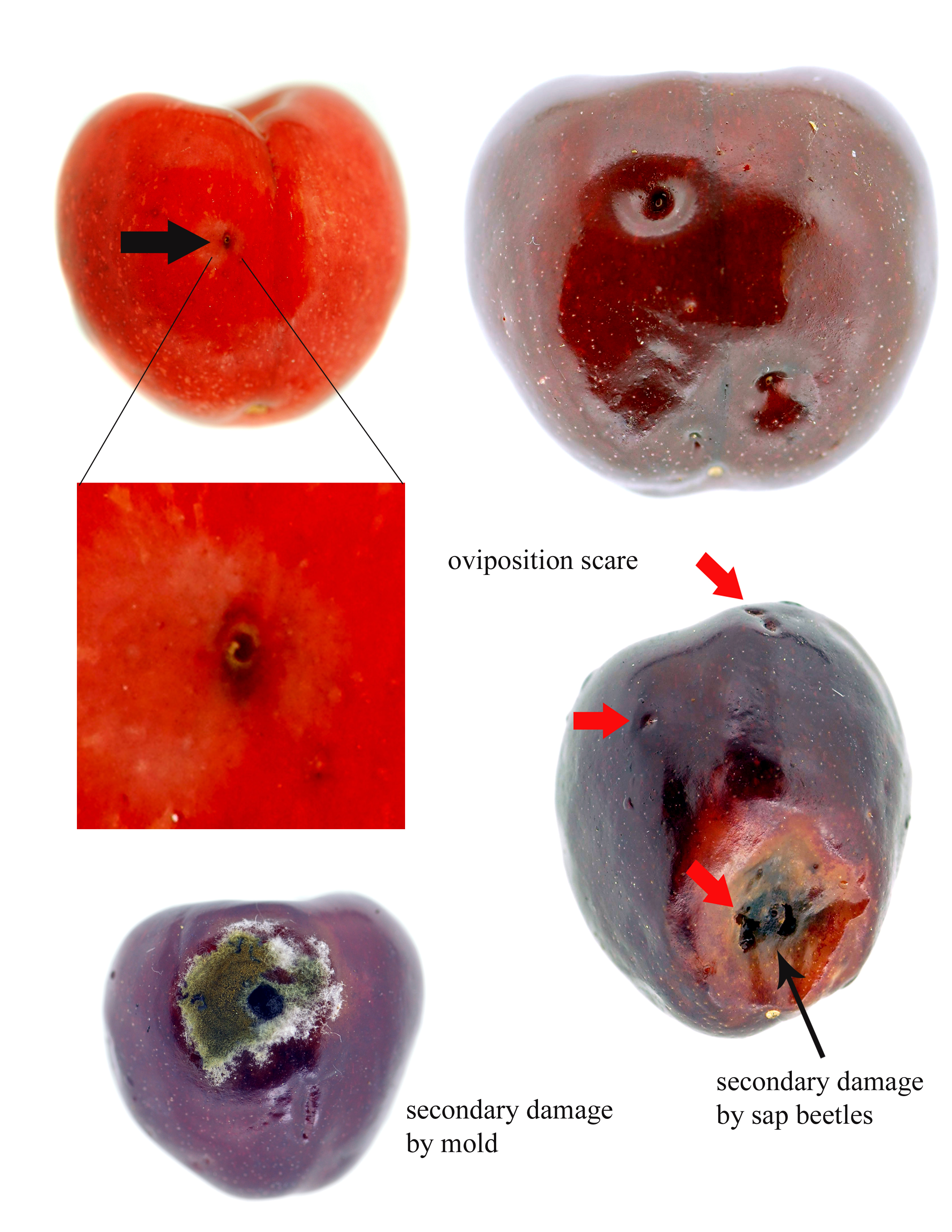
Ovodeposizione sui frutti